# Pachynematus inopinatus
Pachynematus inopinatus är en stekelart som beskrevs av Lindqvist 1949. Pachynematus inopinatus ingår i släktet Pachynematus, och familjen bladsteklar. Arten är reproducerande i Sverige.